# بفكر في اللي ناسيني (فلم)
بفكر في اللي ناسيني (بالإنجليزية: Bufakkar filli nassini Or I Won't Forget You)، فيلم سينمائي درامي مصري، إنتاج 1959 إخراج: حسام الدين مصطفى، تأليف: عبد الحميد جودة السحار تمثيَل: هند رستم، شكري سرحان، زهرة العلا، رشدي أباظة، فيروز، فردوس محمد.

## قصة الفيلم
ليلى (فيروز) فتاة طيبة و تحب المهندس حسام (شكري سرحان) و هو يريد أن يتقدم لها و لكن أهلها يرفضون زواجهما قبل أن تتزوج أختها الكبرى سوسن (هند رستم) ... و شقيقتها تلك رغم جمالها و جاذبيتها لم يتقدم لها أحد فهى أنانية و مريضة بحب الاستحواذ على ما يملكه الآخرون ... فتقوم بعمل حيلة للاستحواذ على حسام و تنجح الحيلة و يتزوجان .. فتنهار ليلى و تعجز عن تفسير ما حدث .. و تستمر سوسن في غيها و تلقى بشباكها على كمال (رشدي أباظة) صديق زوجها و بالفعل يقع كمال في حبها و يهمل زوجته التي تترك له المنزل وترحل و عندما تمل سوسن منه تتركه و لكن كمال كان قد أحبها و لا يستطيع الإستغناء عنها و يجن جنونه عندما يجدها مع رجل آخر فيتعارك معها فتقوم بقتله .. و تدخل سوسن السجن و يعرف حسام الحقيقة كلها و يعود إلى ليلى حبه الأول الذي لم ينساه .

## فريق العمل
- إخراج: حسام الدين مصطفى
- تأليف: عبد الحميد جودة السحار
- تمثيل:
  - هند رستم ... سوسن
  - شكري سرحان ... حسام
  - زهرة العلا ... '
  - رشدي أباظة ... كمال مختار
  - فيروز ... ليلى
  - فردوس محمد ... '
  - فؤاد شفيق ... '
  - صلاح نظمي ... '
  - ياسمين ... '

## روابط خارجية
- صفحة الفيلم على موقع السينما
- صفحة الفيلم على قاعدة بيانات الأفلام على الإنترنت